# Zweites Gesetz zum Schutz der Bevölkerung bei einer epidemischen Lage von nationaler Tragweite
Das Zweite Gesetz zum Schutz der Bevölkerung bei einer epidemischen Lage von nationaler Tragweite vom 19. Mai 2020 ist ein deutsches Artikelgesetz, das anlässlich des Ausbruchs der durch das neuartige Coronavirus SARS-CoV-2 verursachten COVID-19-Pandemie in Deutschland erlassen wurde. Es knüpft inhaltlich an das Gesetz zum Schutz der Bevölkerung bei einer epidemischen Lage von nationaler Tragweite vom 27. März 2020 an. Mit seinem Artikel 1 wurde das Medizinprodukterecht-Durchführungsgesetz erlassen.
Das Artikelgesetz ändert folgende Gesetze:
- Infektionsschutzgesetz
- Krankenhausfinanzierungsgesetz
- Krankenhausentgeltgesetz
- Fünftes Buch Sozialgesetzbuch
- Elftes Buch Sozialgesetzbuch
- Familienpflegezeitgesetz
- Pflegezeitgesetz
- Versicherungsvertragsgesetz
- Ergotherapeutengesetz
- Gesetz über den Beruf des Logopäden
- Pflegeberufegesetz
- Pflegeberufe-Ausbildungs- und Prüfungsverordnung
- Transfusionsgesetz
- Gesetz für mehr Sicherheit in der Arzneimittelversorgung
- Gesetz über die Ausübung der Zahnheilkunde
- Approbationsordnung für Zahnärzte und Zahnärztinnen
- Transplantationsgesetz
- Psychotherapeutengesetz

Zudem ließ das Gesetz die Verordnung über die Ausdehnung der Meldepflicht nach § 6 Absatz 1 Satz 1 Nummer 1 und § 7 Absatz 1 Satz 1 des Infektionsschutzgesetzes auf Infektionen mit dem erstmals im Dezember 2019 in Wuhan/Volksrepublik China aufgetretenen neuartigen Coronavirus („2019-nCoV“) am 23. Mai 2020 außer Kraft treten, weil die Meldepflicht für COVID-19 nun durch § 6 Abs. 1 Nr. 1 lit. t des Infektionsschutzgesetzes geregelt ist.
Am 29. April 2020 beschloss das Bundeskabinett eine Formulierungshilfe für einen Gesetzesentwurf. Am 14. Mai 2020 nahm der Bundestag einen weitgehend entsprechenden Gesetzentwurf der Koalitionsfraktionen an, inklusive Änderungen durch den Gesundheitsausschuss. Am 15. Mai 2020 stimmte der Bundesrat zu. Am 22. Mai 2020 wurde es im Bundesgesetzblatt verkündet (BGBl. I S. 1018).